# アルノール
アルノール（Arnor）は、J・R・R・トールキンの代表作『指輪物語』の舞台である中つ国に存在する架空の国。Arはシンダール語で「王」の意で、Arnorは「王の国」を意味する。

## 概要
ヌーメノールをのがれて中つ国にたどり着いたエレンディルとその息子、イシルドゥアとアナーリオンが建国した北方王国。都はアンヌミナスに置かれていた。冥王サウロンが一つの指輪を奪われた後、イシルドゥアの王統が王位を継ぎしばしの平和が訪れたが、王統はアルセダイン、カルドラン、ルダウアの三つに分裂し、やがてサウロンの「指輪のしもべ」に滅ぼされる。アルセダイン最後の王アルヴェドゥイの血統は野に下り、その末裔がアラソルンの息子アラゴルンである。